# Marcetia bahiensis
Marcetia bahiensis är en tvåhjärtbladig växtart som först beskrevs av Alexander Curt Brade och Markgr., och fick sitt nu gällande namn av John Julius Wurdack. Marcetia bahiensis ingår i släktet Marcetia och familjen Melastomataceae. Inga underarter finns listade i Catalogue of Life.